# Theloderma ryabovi
Theloderma ryabovi es una especie de anfibio anuro de la familia Rhacophoridae.

## Distribución geográfica
Esta especie es endémica de la provincia de Kon Tum en Vietnam. Solo se conoce en Măng Cành, en el huyện de Kon Plông a 1210 m sobre el nivel del mar.

## Etimología
Esta especie lleva el nombre en honor a Sergei A. Ryabov.

## Publicación original
- Orlov, Dutta, Ghate & Kent, 2006: New species of Theloderma from Kon Tum Province (Vietnam) and Nagaland State (India) [Anura: Rhacophoridae]. Russian Journal of Herpetology, vol. 13, n.º 2, p. 135-154[4]